# Carolyn Elinore Barnes Proença
Carolyn Elinore Barnes Proença (1956) es una botánica, curadora y profesora brasileña.
Desarrolla actividades académicas e investigativas como Coordinadora del Programa de Licenciatura en Ciencias Biológicas (Licenciatura y Bachillerato) y profesora asociada del Departamento de Botánica del Instituto de Biología, de la Universidad Federal de Ceará. Es, además, profesora asociada de la Universidad de Brasilia, donde ha enseñado desde 1992.
En 1981, obtuvo el diploma de ingeniera agrónoma, por la Universidad Federal Rural de Río de Janeiro; para obtener la maestría en Biología Vegetal por la Universidad Federal de Río de Janeiro, defendió la tesis Revisao de Siphoneugena Berg (Myrtaceae, Myrteae), en 1986; y, el doctorado por la Universidad de Saint Andrews, Escocia, en 1991, defendiendo la tesis: Biología taxonómica y reproductiva de Myrtaceae del Distrito Federal (Brasil).

## Algunas publicaciones
- w.j. Silva, m.g.m. Souza, carolyn e.b. Proença. 2013. Cymbella neolanceolata sp. nov., a species formerly known as Cymbella lanceolata. Diatom Res. 28: 1-8
- d. Villarroel, carolyn e.b. Proença. 2013. A new species and new records of Myrtaceae from the Noel Kempff Mercado National Park region of Bolivia. Kew Bull. 68: 1-7
- j.e.q. Faria júnior, carolyn e.b. Proença. 2012. Eugenia pyrifera (Myrtaceae), a new species from the cerrado vegetation of Goiás, Brazil. Kew Bull. 67: 1-5
- carolyn e.b. Proença, d.l. Filer, e. Lenza, j.s. Silva, s.a. Harris. 2012. Phenological Predictability Index in BRAHMS: a tool for herbarium-based phenological studies. Ecography (Copenhagen) 35: 289-293
- t.e.c. Meneguzzo, l.b. Bianchetti, carolyn e.b. Proença. 2012. O gênero Encyclia (Orchidaceae) no Distrito Federal, Goiás e Tocantins, Brasil. Rodriguésia 63: 277-292
- claudenir simões Caires, kadja milena Gomes-Bezerra, carolyn e.b. Proença. 2012. Novos sinônimos e uma nova combinação em Pusillanthus (Loranthaceae). Acta Botanica Brasilica 26 (3): 668-674 en línea

### Libros
- m.r.c. Cota, carolyn e.b. Proença. 2009. Flora dos estados de Goiás e Tocantins Coleção Rizzo: Apiaceae. 1ª ed. Goiânia: Editora da Univ. Federal de Goiás, 121 pp.
- r. Govaerts, m. Sobral, p. Ashton, f. Barrie, carolyn e.b. Proença, l.h.s. Silvia. 2008. World Checklist of Myrtaceae. 1ª ed. Londres: Royal Botanic Gardens, Kew, 455 pp.
- carolyn e.b. Proença, r.s. Oliveira, a.p. Silva. 2006. Flores e Frutos do Cerrado. 2ª. ed. revisada. Brasília, São Paulo: Editora UnB/Imprensa Oficial do Estado de São Paulo. 225 pp.
- c.l. Ramalho, carolyn e.b. Proença. 2004. Trepadeiras ornamentais do Cerrado. Brasília: Embrapa Cerrados. 59 pp.
- carolyn e.b. Proença, r.s. Oliveira, a.p. Silva. 2000. Flores e Frutos do Cerrado. 2ª ed. Brasília: Rede de Sementes do Cerrado. 225 pp.
- ----------------------------, s.p. Almeida, s.m. Sano, j.f. Ribeiro. 1998. Cerrado: espécies vegetais úteis. 1ª ed. Planaltina: Embrapa-CPAC. 464 pp.

### Capítulos de libros
- w.o. Alkimim, carolyn e.b. Proença, v. Bittrich. 2012. Clusiaceae. En: Cavalcanti, T.B.; Silva, A.P. (orgs.) Flora do Distrito Federal. Brasília: Embrapa Recursos Genéticos e Biotecnologia, vol. 9, pp. 71-96
- e.f.n. Souza, carolyn e.b. Proença. 2012. Dichapetalaceae. En: Cavalcanti, T.B.; Silva, A.P. (orgs.) Flora do Distrito Federal 978-85-87697-66-0. Brasília: Embrapa Recursos Genéticos e Biotecnologia, vol. 9, pp. 1-224

### Revisiones de ediciones
- 2002 - actual, Periódico: Novon (Saint Louis)
- 1998 - 1998, Periódico: Annals of the Missouri Botanical Garden
- 1998 - actual, Periódico: Acta Botanica Brasilica
- 2005 - 2005, Periódico: Revista Brasileira de Botânica
- 2007 - 2007, Periódico: sida. Contributions to Botany
- 2009 - actual, Periódico: Annals of Botany
- 2013 - actual, Periódico: Kew Bulletin

## Membresías
- de la Sociedad Botánica del Brasil[5]
- Plantas do Nordeste[6]